# Northumberland (Bas-Canada)
Pour les articles homonymes, voir Northumberland.
Northumberland est un district électoral de la Chambre d'assemblée du Bas-Canada ayant existé de 1792 à 1830.

## Histoire
Son territoire correspond à la rive nord du fleuve Saint-Laurent, de la limite est de Beauport jusqu'à l'océan Atlantique. Northumberland est l'un des 27 districts électoraux instaurés lors de la création du Bas-Canada par l'Acte constitutionnel de 1791. Il s'agit d'un district représenté conjointement par deux députés, parfois d’allégeance différente. Lors de la refonte de la carte électorale de 1829, il est divisé en deux nouveaux districts : Montmorency (1 siège) et Saguenay (2 sièges).

## Liste des députés

### Siègeno1
| Années | Années      | Député                  | Parti    |
| ------ | ----------- | ----------------------- | -------- |
|        | 1792 - 1796 | Pierre-Stanislas Bédard | Canadien |
|        | 1796 - 1800 | Pierre-Stanislas Bédard | Canadien |
|        | 1800 - 1804 | Pierre-Stanislas Bédard | Canadien |
|        | 1804 - 1808 | Pierre-Stanislas Bédard | Canadien |
|        | 1808 - 1809 | Augustin Caron          | Canadien |
|        | 1809 - 1810 | Joseph Drapeau          | Canadien |
|        | 1810 - 1810 | Joseph Drapeau          | Canadien |
|        | 1811 - 1814 | Augustin Caron          | Canadien |
|        | 1814 - 1816 | Étienne-Claude Lagueux  | Canadien |
|        | 1816 - 1820 | Étienne-Claude Lagueux  | Canadien |
|        | 1820 - 1820 | Étienne-Claude Lagueux  | Canadien |
|        | 1820 - 1824 | Étienne-Claude Lagueux  | Canadien |
|        | 1824 - 1827 | John Fraser             | Canadien |
|        | 1827 - 1830 | Étienne-Claude Lagueux  | Patriote |

### Siègeno2
| Années | Années      | Député                          | Parti       |
| ------ | ----------- | ------------------------------- | ----------- |
|        | 1792 - 1796 | Joseph Dufour dit Bona          | Canadien    |
|        | 1796 - 1800 | James Fisher                    | Bureaucrate |
|        | 1800 - 1804 | Jean-Marie Poulin               | Canadien    |
|        | 1804 - 1808 | Jean-Marie Poulin               | Canadien    |
|        | 1808 - 1809 | Jean-Marie Poulin               | Canadien    |
|        | 1809 - 1810 | Thomas Lee                      | Canadien    |
|        | 1810 - 1814 | Thomas Lee                      | Canadien    |
|        | 1814 - 1816 | Thomas Lee                      | Canadien    |
|        | 1816 - 1820 | Philippe Panet                  | Canadien    |
|        | 1820 - 1820 | Philippe Panet                  | Canadien    |
|        | 1820 - 1824 | Philippe Panet                  | Canadien    |
|        | 1824 - 1827 | Marc-Pascal de Sales Laterrière | Canadien    |
|        | 1827 - 1830 | Marc-Pascal de Sales Laterrière | Patriote    |